# アルベルト・ピッツォ

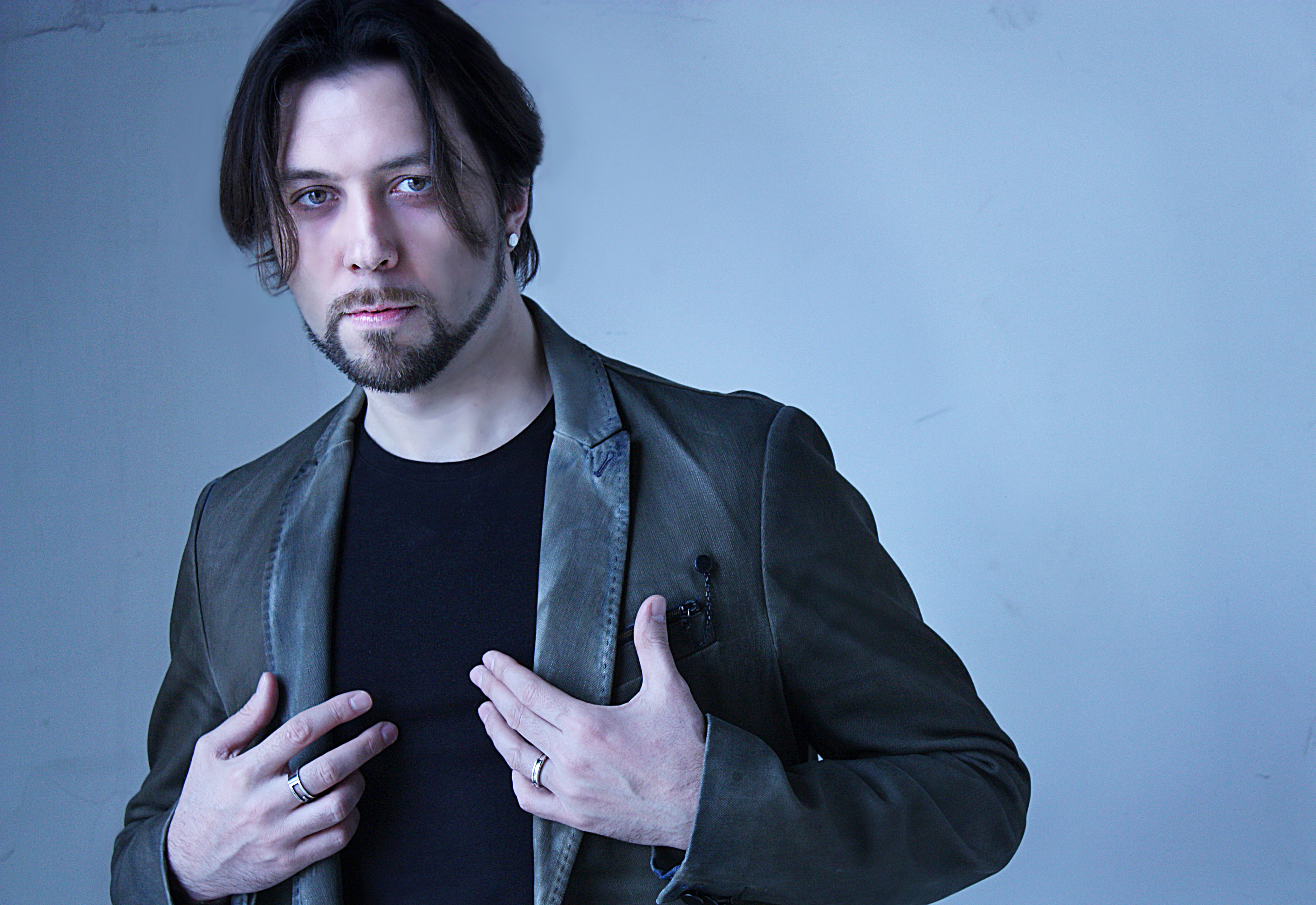

アルベルト・ピッツォ（Alberto Pizzo、1980年3月13日 - ）は、イタリアのジャズピアニスト、作曲家。ナポリ出身。イタリアを中心に、ヨーロッパやニューヨークで活動している。クラシックのナポリ奏法者。

## 人物
- 幼少の頃から教会のオルガニストとしてミサの伴奏をする。
- 音楽院の器楽や声楽の伴奏を務める。
- ナポリ国立音楽院を首席にて卒業。同音楽院大学院を満点にて修了。
- 修了後、彼の作曲した作品5曲がイタリア国営放送の人気番組「GeoGeo」に採用される。
- 国立サンカルロ歌劇場の劇場総監督Roberto De Simoneの伴奏者としてオペラ伴奏ピアニストを務める。
- 2009年来日。東京証券取引所にてコンサートを行う。
- 2010年単身でニューヨークに渡り、ジャズに目覚める。イタリアンレストランにてピアノを弾いていたところ、俳優のマイケル・ダグラスの目に留まり、彼のプライベートパーティーで演奏を頼まれる。それをきっかけに多くの著名人と知り合い、各地で演奏活動をする。
- 2011年にイタリアに戻り現在の事務所に所属し、ファーストアルバム「Funambulist」でデビュー。
- 趣味はサッカー観戦で、幼い頃はサッカー選手を目指していた。応援するチームはSSCナポリ。
- 得意料理はパスタ。日本料理も好き。
- ヤマハアーティストで、彼自身ヤマハのグランドピアノC6を所有している。

## 来歴

### 生い立ち
- 1980年、ナポリで生まれる。
- 1984年、近所の修道院にて修道女からピアノを習い始める。
- 1988年、ナポリ国立音楽院に入学
- 2003年11月、イタリアSan Giovanni Teatinoピアノコンクール第一位
- 2004年2月、ナポリ国立音楽院ピアノ専攻を首席満点にて卒業
- 2004年5月、Concorso Pianistico EUROPEO国際ヨーロッパピアノコンクール第2位
- 2005年9月、"castiglion Fiorentino"フィレンツェ国際コンコルソ入賞
- 2005年6月、Campo Flegreiナポリカンポフレグレイ音楽コンクール第1位
- 2005年、国立サン・カルロ劇場元総監督 Roberto De Simoneと「il ladro e la zitella」で共演
- 2006年3月、ナポリ国立音楽院大学院ピアノ専攻を首席満点にて修了
- 2007年、イタリア国営放送RAIに楽曲を提供、作曲家デビュー
- 2009年、東京証券取引所にて演奏
- 2010年、Atinaジャズフェスティバルにて演奏、新人タレント賞を受賞
- 2011年、ニューヨークにて演奏活動。各著名人に認められ、多くの共演を果たす
- 2018年、日本に拠点を移す

## デビュー
- 2012年、ローマのCINEVOXレコード会社と契約、ファーストソロアルバムデビューを果たす
- 2013年、アメリカのソニーレコードと契約、セカンドアルバムのレコーディング終了
- 2014年、ニューヨーク、ブルーノートにてセカンドアルバム「On the Way」リリースイベント
- 2014年、ローマのカピトルクラブホールにてイタリアでのリリースイベントを始めソロコンサートツアー開始
- 2014年、女優セレナ・アウティエリ主演舞台公演「La Sciantosa」の音楽監督とピアニストを務める
- 2015年、ヤマハアーティストに任命される。
- 2016年、ルイス・バカロフを音楽監督に迎えて、ロンドンシンフォニーと共演の3枚目のアルバム「MEMORIES」をSony Classicalよりリリース
- 2018年、イタリア映画「Anima」サウンドトラックを担当し映画音楽作曲家としてデビュー
- 2019年、日本版ベストアルバム「AMORE」をリリースし、本格的な日本音楽界へのデビューを果たした
- 2022年、テクノとコラボしたアルバム「CONTACT」リリース
- 2024年、シングル「 Nagoriyuki」ALBERTO PIZZO×UQiYOリリース

## コンサート（パフォーマンス）
- 2012年、カリブのカバレーテジャズフェスティバルに招致演奏
- 2013年、ラヴェッロ国際音楽祭にて演奏
- 2014年、夏に来日し、2公演全席完売の好評を博す
- 2014年、ラヴェッロ国際音楽祭にてピアノソロコンサート
- 2015年、「三台ピアノプロジェクト」をルイス・バカロフ、ダニロ・レアと共に立ち上げる。
- 2015年、「三台ピアノプロジェクト」で、ルイス・バカロフ、ステファノ・ボッラーニ、リタ・マルコトゥッリと共演
- 2016年、イスタンブール、バンコク、松山、イタリアにてソロリサイタル
- 2017年、大邱、東京、イタリア他
- 2018年、リオデジャネイロ、サンパオロ、ブラジリア、東京、松山、ミラノ、パレルモ、イスラエル、サンフランシスコ、大邱他にてソロリサイタル
- 2018年、日本のヤマハエンターテインメントのアーティストとして契約
- 2019年、日本ツアー開催
- 2020年、ドイツにてコンサート、ブランデンブルク交響楽団と共演、京都にてリサイタル
- 2021年、在東京イタリア文化会館にて写真家高砂淳二と「ピアノと写真で旅する世界」出演、府中の森芸術劇場コンサート他
- 2022年、元ピンクレディのケイちゃんこと増田惠子氏に楽曲提供他
- 2023年、第３回イブラ国際音楽コンクールジャパンピアノ部門第一位並びに総合部門優勝、月刊PIANO7月号インタビュー記事掲載
- 2024年、在日イタリア大使館にてリサイタルを皮切りに、ニューヨークのカーネギーホール、サンフランシスコ、ナポリ、シチリアにてコンサートに出演。銀座ヤマハホールにてリサイタル。

## テレビ出演
- 2007年、イタリア国営放送RAI3「Bellini」番組内
- 2012年、イタリア国営放送RAI2「I fatti vostri」
- 2015年、イタリア国営放送RAI1「PortaPorta」
- 2016年、NHK BS「桃源紀行」ナポリをナビゲーター
- 2020年、東京国際映画祭にて観客賞を受賞した映画「私とくいとめて」マルコ役
- 2021年、アルパインTVCM、24時間テレビドラマ出演
- 2022年、WOWOWプラス歌謡ポップスチャンネル「「増田惠子 ソロ40周年記念ドキュメンタリー」出演

## ディスコグラフィー

### ソロアルバム
- 2012年 - 「Funambulist」（Cinevoxレコード）
- 2014年 - 「On the Way」(Egeaレコード）
- 2016年 - 「Memories」（Sony Classical）
- 2019年 - 「AMORE」（ヤマハミュージックエンタテインメントホールディングス）

### コンピレーションアルバム
- 2015年 - 「EATALY」(Sony) Mediterraneo収録